# 자크 샤스탕
자크오노레 샤스탕(프랑스어: Jacques-Honoré Chastan, 한국명: 정아각백(鄭牙各伯), 1803년 7월 10일 ~ 1839년 9월 21일)은 프랑스인 사제로서, 조선의 천주교 박해 때에 순교한 한국 천주교의 103위 성인 중에 한 사람이다. 성인명은 샤스탕 야고보(Jacobus Chastan)이다.

## 생애

### 열심있는 청년
샤스탕 신부는 1803년 10월 7일에 프랑스에 있는 한 작은 마을에서 소박한 농부의 아들로 태어났다. 그는 소년이 되고부터 먼 외국에서 사람들의 영혼을 구원하는 선교사로서 일하고자 하는 강한 열망을 갖게 되었다. 그는 신학교에 입학했고 영혼 구원에 대한 그의 열망은 더욱 커져갔다. 그는 그가 외국에서의 모든 고난을 견딜 수 있을지에 대해 의심하는 사람들에게 하느님이 자신에게 모든 고난을 견딜 수 있는 용기를 주실 것이며, 한 조각의 빵과 한 잔의 물이 자신이 생존하는데 필요한 전부가 될 것이라고 대답했다.
그의 파리 외방전교회 신학교 입학이 결정되자, 그는 매우 기뻐했으며 그의 친구들에게 편지를 보냈다.
| “ | 우리 함께 기뻐하자! 오래도록 투옥되어 있다가 마침내 석방될 것을 알게 된 사람이 느낄지도 모르는 기쁨보다 나의 기쁨이 더 크다. 그러므로, 우리 함께 기뻐하자. 그리고 우리의 모든 친구들과 함께 하느님의 섭리를 찬양하자. | ” |

### 선교사
샤스탕은 1826년의 성탄절을 앞두고 천주교 사제로 서품 받았고 그의 부모에게 작별을 고하러 고향으로 갔다. 그들은 선교지로 가고자 하는 아들의 열망을 알고 있었지만, 그가 곧 떠나야 한다는 것을 실감하니 놀라움을 금치 못했다. 그들은 눈물을 흘리며 그에게 가지 말라고 말렸다. 샤스탕은 어머니 앞에서 무릎을 꿇고 축복을 구했지만, 그녀는 그를 배은망덕한 자식이라고 나무라며 축복해주길 거절했다. 샤스탕 신부의 마음은 슬픔으로 찢어지는 듯 아팠지만, 그의 강한 의지는 확고부동했다. 그는 자신에 대한 하느님의 뜻이 선교지로 가서 이교도들의 영혼을 구원하는 것이라고 거듭하여 부모를 설득시켰다. 그러나 그들은 그의 말을 듣지 않았다. 샤스탕 신부는 따뜻한 입맞춤 한 번 없이 고향을 떠났다. 슬픈 순간이었다. 그는 자신이 아마 다시는 돌아올 수 없을 것임을 알고 있었다. 빠리외방전교회에서는 조선에서 활동할 천주교 선교사들의 순교를 생각해서, 죽음을 준비하는 성사인 종부성사를 집전했다고 한다. 그러니 샤스탕 신부는 조선에서 천주교 선교사로 활동하다가 신념에 따른 죽임을 당할 것임을 내다보았을 것이다.

#### 중국 청나라에서..
샤스탕 신부는 중국 청나라에서 2년동안 선교사로 활동했다.

### 조선에서
샤스탕 신부는 이광열 등의 한국 천주교 신자들의 도움을 받아 밀입국을 했으며(1836년 말), 먼저 와 있던 모방 신부와 함께 영혼 구원 사업을 위해서 열심히 일했다. 그들은 여러 산속 깊은 외진 교우들의 마을들을 다니며 많은 사람들을 천주교로 개종시켰다. 그들은 수천 명에게 세례성사를 베풀고 그들의 고해성사를 들었으며 그들을 위해 미사를 집전했다.

### 순교
샤스탕 신부는 모방 신부와 함께 앵베르 주교의 권면에 따라서 자수했다. 그 세 명의 선교사는 감옥에서 조우했다. 그들은 모두 1839년 9월 21일 새남터에서 참수되어 순교하였다. 그 때 샤스탕 신부의 나이 35세였다. 그들의 유해는 서울특별시의 관악구 신림동과 경기도 안양시 석수동에 걸쳐 위치한 삼성산에 묻혔다가 후일에 명동 대성당의 지하 그로토로 이장되었다. 그들의 유해 일부는 절두산 순교성지에도 안치되어 있다.
이후 1989년 최초의 매장지였던 삼성산에도 유해를 모셔와 안치하고 축성식을 가졌다. 관할 본당인 삼성산 성당에 의해 관리되고 있다.

## 시복 · 시성
앵베르 라우렌시오 주교와 모방 베드로 신부 그리고 샤스탕 야고보 신부는 1925년 7월 5일에 로마 성 베드로 광장에서 교황 비오 11세가 집전한 79위 시복식을 통해 복자 품에 올랐고, 1984년 5월 6일에 서울특별시 여의도에서 한국 천주교 창립 200주년을 기념하여 방한한 교황 요한 바오로 2세가 집전한 미사 중에 이뤄진 103위 시성식을 통해 성인 품에 올랐다.

## 참고 문헌
- (영어) Catholic Bishop's Conference Of Korea. 103 Martryr Saints: 샤스땅 야고보 Iacobus Chastan

## 같이 보기
- 피에르 모방